# Salvador Cases Roca
Salvador Cases Roca (Alicante, 1 de junio de 1998) es un deportista español que compite en judo.
Ganó una medalla de plata en el Campeonato Europeo de Judo de 2023, en la categoría de –73 kg. Participó en los Juegos Olímpicos de París 2024, ocupando el noveno lugar en la categoría de –73 kg y en la prueba de equipo mixto.

## Palmarés internacional
| Campeonato Europeo | Campeonato Europeo    | Campeonato Europeo | Campeonato Europeo |
| Año                | Lugar                 | Medalla            | Categoría          |
| ------------------ | --------------------- | ------------------ | ------------------ |
| 2023               | Montpellier (Francia) | Medalla de plata   | –73 kg             |